# Lecudina capitellae
Lecudina capitellae is een soort in de taxonomische indeling van de Myzozoa, een stam van microscopische parasitaire dieren. Het organisme komt uit het geslacht Lecudina en behoort tot de familie Lecudinidae. Lecudina capitellae werd in 1926 ontdekt door Hasselman.